# Едмунд Берглер
Едмунд Берглер (на английски: Edmund Bergler) е австро-американски психоаналитик.

## Биография
Роден е на 20 юли 1899 година във Виена, Австрия, в еврейско семейство. При идването на нацистите през 1937 – 1938 напуска Австрия и се установява в Ню Йорк. Берглер написва 25 психологически книги и 273 статии публикувани във водещи професионални журнали. Негови недовършени ръкописи на дузина или повече заглавия са притежавани от психиатричната фондация „Едмунд и Мариане Берглер“.
Той се смята за „един от най-оригиналните умове сред последователите на Фройд“. Делос Смит, научен редактор на Юнайтед прес интернешънъл, казва че Берглер е „сред най-профилираните фройдистки теоретици след самия Фройд“.
Берглер е най-важния теоретик в областта на хомосексуалността през 50-те години на 20 век. Той е и водещ теоретик на несъзнаваното и поведението на самозащита и самонараняване. Според Кенет Люъс „...Берглер често се дистанцира от централната, психоаналитична традиция, докато в същото време претендира за важна позиция вътре в нея. Той се възприема за революционер, който би трансформирал движението.“
Към края на своя живот Берглер става пречка за много други аналитици: „Неговите възгледи на конференции и симпозиуми са докладвани без да се забелязват или са омекотени или тяхната острота е изтъпена.“
Умира на 6 февруари 1962 година в Ню Йорк на 62-годишна възраст.

## Влияние
Книгата на Берглер „Хомосексуалността: болест или начин на живот“ (1956) е цитирана в труда на Ървинг Бийбър и др. в „Хомосексуалността: психоаналитично изследване“ (1962). Там Берглер е споменат накратко, като е отбелязано, че той, подобно на Мелани Клайн, счита оралната фаза за най-критична по отношение етиологията на хомосексуалността.
В книгата си „Мазохизъм“ (1967), Жил Дельоз пише: „...чувстваме, че основната теза на Берглер е напълно логична: специфичния елемент на мазохизма е оралната майка, идеалът за студенина, грижовност и смърт, между утробната и едиповата майка“.

## Критика
Критикът на Фройд, Макс Шарнберг, дава работите на Берглер като пример за това, което той определя като очевидна абсурдност на голяма част от психоаналитичната работа.
В книгата си „Психоаналитичната теория за мъжката хомосексуалност“ (1988) авторът Кенет Люъс, който е хомосексуален, прави критичен анализ на психоаналитичните идеи за хомосексуалността от Фройд до 80-те години на 20 век. Той оценява критично работата на Берглер по темата, определяйки я като предубедена и антихомосексуална (Bergler 1944, 1951, 1956, 1958), но не предоставя клиничен материал, който да опровергава откритията му. Напротив, аналитици като Чарлз Сокаридис и Мелание Клайн също откриват, че предедипалният период е определящ за развитието на хомосексуална ориентация. Джерард ван ден Ардуиг подкрепя идеята на Берглер, че хомосексуалната невроза се базира отчасти на мазохизъм. Люъс отбелязва още, че гинофобските (женомразни) и хомофобски нагласи са намерили място в много психоаналитични трудове след Втората световна война.
Един пасаж на Берглер от книгата му „Хомосексуалността: болест или начин на живот“ (1956) често бива сочен като пример за „хомофобските нагласи“, за които говори и Люъс:
| „      | Нямам предубеждения към хомосексуалните; за мен те са болни хора, които се нуждаят от медицинска помощ. [...] Все пак, макар да нямам предубеждения, бих казал: в основата си хомосексуалните са намусени (авторът има предвид държащи се на въпреки) хора, небрежни към приятните си или неприятни маниери [...] [тяхната] фасада е смесица от надменна, фалшива агресия и хленч. Като всички психически мазохисти, те са сервилни, когато се сблъскат с по-силна личност, безмилостни, когато са овластени и безскрупулни, когато трябва да стъпчат някой по-слаб. Единственият език, който се разбира от тяхното подсъзнание, е бруталната сила. (стр. 28 – 29) | “ |
| [ 11 ] | |   |

В книгата си „Психоаналитичната терапия и гей мъжете“ (1998) психиатърът и психоаналитик Джак Дрешер, отново хомосексуален автор, от Нюйоркския университет и Нюйоркския колеж по медицина пише:
| „      | За съжаление убеждението на аналитиците, че вътрепсихичните и личностови затруднения на гей пациентите са с предедипов произход често имат като резултат отричане на важността на по-сетнешния опит за развитието и динамиката на индивида. Всъщност някои аналитици (Bergler, 1956) приемат теоретична и клинична позиция, отхвърляща субективността на зрелия гей мъж, чрез отричане влиянието на неговите болезнени, травматични сблъсъци с антихомосексуалните нагласи. (стр. 136) | “ |
| [ 12 ] | |   |